# Fukuhara-kyō
Fukuhara-kyō (福原京, capitale de Fukuhara) est le siège de la cour impériale du Japon, et donc la capitale du pays, pendant environ six mois en 1180. C'est aussi le centre de pouvoir de Taira no Kiyomori et l'emplacement de son palais de retraite.

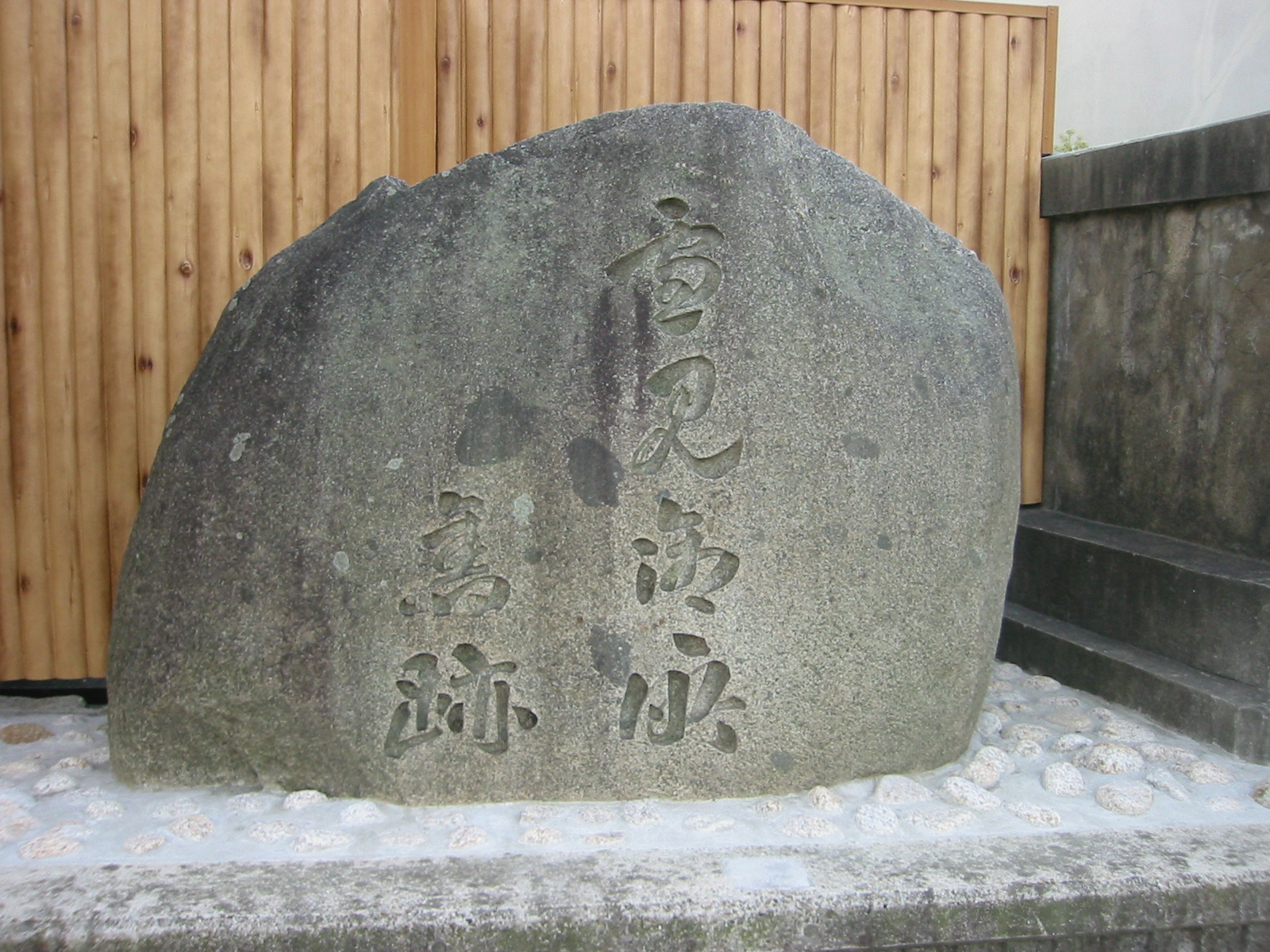
cour impériale du japon

Fukuhara, à l'intérieur ou près de ce qui est à présent l'arrondissement de Hyōgo-ku dans la ville de Kōbe, est fait résidence officielle de Taira no Kiyomori en 1160, à la suite de la rébellion de Heiji lors de laquelle le clan Taira écrase le clan Minamoto rival. De cette époque à peu près jusqu'à sa mort en 1181, Kiyomori est de facto le chef politique de l’État. Il est nommé daijō-daijin (chancelier) en 1167, et marie sa fille dans la famille impériale, ce qui lui fait gagner plus d'influence encore à la cour.
Un palais est construit pour Kiyomori à Fukuhara, où il entreprend également des améliorations considérables au port, dans le but de poursuivre ses objectifs plus larges de développement des échanges au sein de la mer intérieure de Seto. À la suite de l'incident de Shishigatani de 1177-1178, Kiyomori se retire à Fukuhara et prend ses distances d'avec la politique et les obligations sociales et cérémonielles de la capitale.
En juin 1180, la guerre de Genpei commence lorsque le clan Minamoto est appelé aux armes par le prince Mochihito pour s'opposer à Kiyomori et à son clan. À la suite de la bataille d'Uji (1180), au cours de laquelle Minamoto no Yorimasa, alors chef du clan, est tué, Kiyomori fait en sorte que la cour impériale soit déménagée de Heian-kyō (Kyoto) à Fukuhara. Ce faisant, il cherche à assurer sa prétention au pouvoir, à garder un œil sur la cour et à se mêler de nouveau directement des affaires administratives. Cette initiative contribue également à mettre à l'abri les empereurs et la cour des dangers posés par les ennemis de Kiyomori, les Minamoto et leurs alliés monastiques.
Le deuxième jour du mois lunaire après la bataille, Kiyomori emmène une énorme procession de nobles et de fonctionnaires de la cour, avec l'empereur Antoku et les empereurs cloitrés Takakura et Go-Shirakawa à Fukuhara. Les bureaux du gouvernement sont rétablis dans des résidences somptueuses construites à l'origine pour les membres du clan Taira. Cependant, des agents de l'administration gouvernementale sont contrariés par cette décision et les perturbations qui en résultent, et beaucoup de nobles se plaignent du temps pluvieux de la ville portuaire et de la distance d'avec Heian. Au bout de six mois, la Cour retourne à Kyoto, et Kiyomori la suit.
Lorsque Kiyomori meurt l'année suivante, il est enterré à Fukuhara. Les monuments du site marquent les emplacements supposés de palais de Kiyomori, ceux des empereurs, et le tombeau de Kiyomori.